# Gabon na Letnich Igrzyskach Olimpijskich 1992
Gabon na Letnich Igrzyskach Olimpijskich 1992 reprezentowało 5 zawodników, 4 mężczyzn i 1 kobieta.

## Skład kadry

### Boks
Mężczyźni
- Rodrigue Boucka
  - waga piórkowa - 17. miejsce

### Judo
Mężczyźni
- Joseph Ndjumbi
  - do 95 kg - 21. miejsce

Kobiety
- Mélanie Engoang
  - d0 72 kg - 16. miejsce

### Lekkoatletyka
Mężczyźni
- Charles Tayot
  - bieg na 100 m - odpadł w eliminacjach

- Hilaire Onwanlélé-Ozimo
  - skok wzwyż - 41. miejsce